# Mikkel Maigaard
Mikkel Maigaard (ur. 20 września 1995 w Varde) – duński piłkarz grający na pozycji pomocnika w Cracovii

## Kariera piłkarska
stan na 14 sierpnia 2025
| Sezon   | Klub         | Kraj     | Rozgrywki          | Mecze | Gole |
| ------- | ------------ | -------- | ------------------ | ----- | ---- |
| 2014/15 | Esbjerg fB   | Dania    | Superligaen        | 0     | 0    |
| 2016    | ÍBV          | Islandia | Besta-deild karla  | 20    | 2    |
| 2017    | ÍBV          | Islandia | Besta-deild karla  | 16    | 2    |
| 2018    | Raufoss IL   | Norwegia | Eliteserien        | 26    | 5    |
| 2019    | Raufoss IL   | Norwegia | PostNord-ligaen    | 15    | 10   |
| 2019    | Strømsgodset | Norwegia | Eliteserien        | 15    | 4    |
| 2020    | Strømsgodset | Norwegia | Eliteserien        | 28    | 5    |
| 2021    | Strømsgodset | Norwegia | Eliteserien        | 13    | 1    |
| 2021    | Sarpsborg 08 | Norwegia | Eliteserien        | 13    | 0    |
| 2022    | Sarpsborg 08 | Norwegia | Eliteserien        | 27    | 9    |
| 2023    | Sarpsborg 08 | Norwegia | Eliteserien        | 29    | 9    |
| 2023/24 | Cracovia     | Polska   | PKO BP Ekstraklasa | 14    | 0    |
| 2024/25 | Cracovia     | Polska   | PKO BP Ekstraklasa | 34    | 6    |
| 2025/26 | Cracovia     | Polska   | PKO BP Ekstraklasa | 4     | 0    |

## Sukcesy

### ÍBV Vestmannaeyjar
- Puchar Islandii: 2017